# Legiunea Ucraineană (galițiană)
Legiunea Ucraineană (galițiană) (în germană Ukrainische Sitschower Schützen, în ucraineană Українські січові стрільці (УСС), transliterat: Ukraiinski siciovi strilți (USS) – respectiv Pușcașii Ucraineni ai Siciului) a fost un corp⁠(d) de voluntari recrutați dintre etnici ucraineni, format în cadrul Armatei Austro-Ungare, la scurt timp după începutul Primului Război Mondial.
A fost prima formațiune militară ucraineană din perioada Primului Război Mondial și din perioada următoare acestuia și, de asemenea, a fost cea mai durabilă. A luptat împotriva Armatei Imperiului Rus, pe Frontul de Răsărit. Ofițerii săi au jucat, de asemenea, un rol important în revolta poloneză din Liov din noiembrie 1918. Ulterior, militarii ucraineni ai fostei unități austro-ungare s-au dovedit a fi cel mai bine pregătiți militari din cadrul Armatei Ucrainene Galițiene, ofițerii săi devenind principalii comandanți ai acesteia. Foști ofițeri de-ai săi au organizat și condus Pușcașii Siciului⁠(en)[traduceți], unitate de top a armatei Republicii Populare Ucraineane.
O parte a Legiunii a intervenit, de asemenea, în noiembrie 1918 în Bucovina postbelică, în tentativa de a oferi oficialilor ucraineni din Cernăuți sprijin împotriva României.
Actual, faptele Pușcașilor Ucraineni ai Siciului ocupă un loc important în ce privește formularea narațiunii istorice naționale ucrainene, Legiunea fiind creditată ca model de serviciu dedicat independenței ucrainene și ca model de opoziție eroică împotriva imperialismului rus.

## Context
Anterior Primului Război Mondial, regiunile locuite de ucraineni din Galiția, Bucovina și Transcarpatia făceau parte din Imperiul Austro-Ungar. Cu scopul de a pregăti ucrainenii din Regatul Galiției și Lodomeriei, în vederea participării la un conflict care să vizeze obținerea independenței Ucrainei față de Imperiul Rus, a început să fie pusă în practică, mai înainte de începerea Marelui Război, ideea de a oferi instruire militară tinerilor din vestul Ucrainei.

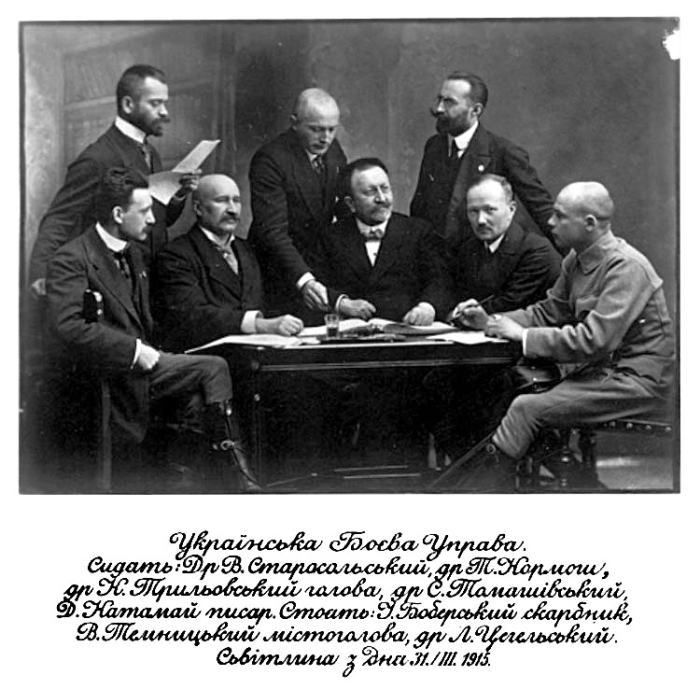
Comandamentul Central din Viena al Legiunii

Cu acest scop, a fost înființată la 18 martie 1913 în Lemberg (actual Liov) o asociație paramilitară, cu numele de Pușcașii Siciului, în ucraineană Cічові Cтрільці, transliterat: Siciovi Strilți. Numele atribuit a fost preluat de la fortificația căzăcească („Sici”) situată pe o insulă a râului Nipru, în perioada secolelor XVI-XVIII. Cu toate acestea, denumirea era deja folosită încă din mai 1900 de diverse asociații ucrainene răspândite în Galiția, Bucovina și Transcarpatia, la inițiativa Partidului Radical Ucrainean⁠(d). Acestea fuseseră create atât pentru a oferi maselor de țărani și muncitori creșterea nivelului educațional și cultural, precum și instruire în ce privește tragerile cu arma, cât și pentru a promova conștiința națională în rândul acestora.
Succesiv declanșării războiului și a declarării războiui de către Austro-Ungaria Imperiului Rus, partidele politice ucrainene loiale statului din teritoriul ucrainean, aflat sub controlul Dublei Monarhii, au format la 2 august 1914 un Consiliu Suprem Ucrainean (în ucraineană Головна українська рада, transliterat: Holovna Ukraiinska Rada) – organism reprezentativ ucrainean în partea austriacă a Imperiului Dualist pe timpul războiului, care a numit un Consiliu Militar (în ucraineană Українська бойова управа, transliterat: Ukraiinska boiova uprava – Comandamentul Ucrainean de Război). Împreună, la 6 august 1914, cele două consilii (politic și militar) au emis o proclamație către populația ucraineană din Austro-Ungaria, prin care au cerut acesteia să se înroleze într-o legiune cu specific național pentru a lupta cu Imperiul Rus.

## Origini și formare
Inițiativa de a înființa un corp de voluntari a venit astfel din partea Consiliului Suprem Ucrainean din Galiția, denumirea aleasă (Pușcașii Ucraineni ai Siciului) având în consecință legătură cu tradițile căzăcești.
Legiunea a fost constituită din membri ai comunității etnice ucrainene rutene, inclusiv din femei. La fel ca în cazul Legiunilor Poloneze⁠(d), a avut ca precursori cluburile locale de tir (în germană schützenverein), primii membrii aparținând organizațiilor paramilitare ucrainene. Unitatea formată a fost încadrată în structura Forțelor de apărare cezaro-crăiești (K.K. Landwehr). Deși se strânseseră până la sfârșitul lunii august 1914 aproximativ 10.000 de voluntari, autoritățile austro-ungare nu au avut încredere în aceștia, astfel că până la 1 septembrie 1914, doar 2.000 de recruți⁠(d), în majoritatea lor voluntari foarte tineri din Lemberg (actual Liov), fuseseră încadrați și începuseră instrucția⁠(d). Aceștia au depus jurământul militar la 2 septembrie 1914 (3 septembrie după o altă sursă), fiind atribuiți Landwehrului. Primii comandanți au fost atamanul Teodor Rojankovskîi⁠(uk)[traduceți] și ulterior, locotenentul Mîhailo Mîkolaiovîci Halușciînskîi⁠(uk)[traduceți]. La Viena, parlamentarii ruteni au încercat să exercite o influență asupra Înaltului Comandament al Armatei Austro-Ungare (AOK) și să reprezinte interesele trupelor proprii față de acesta prin intermediul Comandamentului Ucrainean de Război al Legiunii. AOK a respins însă acest lucru drept o intervenție în afacerile militare. 

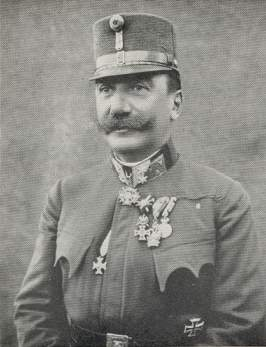
Generalul-maior Peter Freiherr von Hofmann

Din 10 septembrie 1914, Legiunea a fost trimisă pe front, fiind inclusă în Divizia 55 Infanterie austro-ungară și a fost limitată inițial, ca efect al neîncrederii austro-ungarilor în voluntarii ucraineni, la un efectiv de 2.500 de militari. Efectivul inițial a fost distribuit în 10 companii organizate în două batalioane și jumătate și, ulterior, în trei grupări independente aflate sub comanda căpitanilor Mîhailo Ivanovîci Voloșîn⁠(uk)[traduceți] și Hrîhorii Iosîpovici Kossak⁠(uk)[traduceți] și a maiorului Stepan Ievhenovîci Șuhevîci⁠(uk)[traduceți]. Fiecare dintre cele două batalioane a fost atașat Brigăzilor 129 și 130 Infanterie austro-ungară. Comandant al diviziei a fost generalul-maior Peter (Freiherr) von Hofmann⁠(de)[traduceți], marea unitate intrând în cursul războiului, ulterior, în compunerea Corpului XXV Armată austro-ungar, tot sub conducerea lui Hofmann.
Din punct de vedere tactic, angajarea în luptă s-a făcut sub forma unor batalioane sau companii independente, incluse în structura brigăzilor de infanterie 129 și 130 austriece. După ce în martie 1915 postul de comandant al Legiunii a fost desființat, militarii acesteia au operat sub forma a două batalioane independente, aflate sub comanda lui Kossak și a lui Semen Vasîlovîci Goruk⁠(uk)[traduceți] inițial, iar ulterior a lui Vasîl Fedorovîci Didușok⁠(uk)[traduceți]. Acestora li s-a mai adăugat o companie de rezervă și o unitate de instrucție.
La sfârșitul toamnei anului 1914, a fost înființată și o subunitate de cavalerie. Echipată cu cai luați ca pradă de război de la ruși, aceasta a fost încadrată cu cavaleriști recrutați, în mare parte dintre fiii marilor fermieri, care puteau călări. Subunitatea a fost folosită, în cea mai mare parte a timpului, pentru serviciile de recunoaștere a inamicului și de mesagerie între unități, cu începere din primăvara anului 1915. Cavaleriștii au fost integrați în structura Brigăzii 131 din Divizia 54 Infanterie austro-ungară.
O particularitate a Legiunii, cu totul necaracteristică structurilor militare din acea epocă, a fost că avea femei care ocupau posturi de ofițeri, printre cei mai decorați pușcași ai unității aflându-se Olena Ivanivna Stepaniv⁠(d) și Sofiia Haleciko⁠(d).
În luna august 1915 efectivul unității a fost organizat într-un regiment, de-abia din a doua jumătate a anului respectiv unitățile Legiunii putând opera ca un tot unitar. Comanda acestuia a fost preluată mai întâi de maiorul Hrîhorii Iosîpovici Kossak⁠(uk)[traduceți] și mai apoi de locotenent-colonelul Antin Varîvoda;. Cu toate acestea, spre diferență de regimentele austro-ungare unitatea avea numai două batalioane în loc de patru. Fiecare batalion era format din patru companii, fiecare companie avea patru plutoane și fiecare pluton patru grupe. Importanța sa militară era mult mai mică decât cea politică, Legiunea reprezentând o armă propagandistică împotriva pan-slavismului rus și în același timp, un mijloc folosit pentru a stimula ideea de independență față de ruși a ucrainenilor. Ulterior, s-a primit acordul de a crește efectivul la 5.000 de soldați,

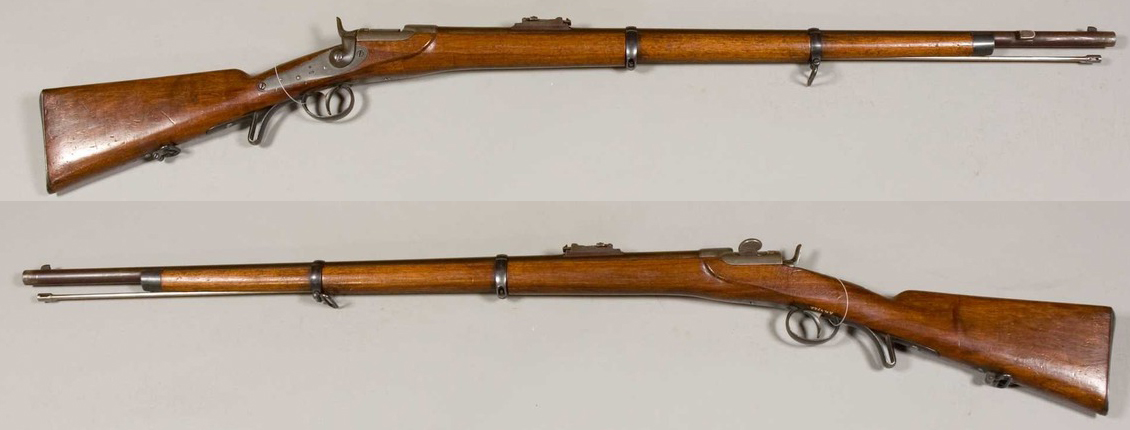
Pușcă Werndl–Holub M 1867

În perioada 1914-1918, efectivul unei companii a variat de la 150 la 220 de militari, al unui pluton de la 40 la 60 de oameni și al unei grupe de la 10 la 15 soldați, în funcție de pierderile suferite. Tot în acea perioadă, aproximativ 9.500 de voluntari au luptat în cadrul legiunii. Echipamentul avut la dispoziție în primul an a fost de slabă calitate, mulți dintre ucraineni fiind obligați să se limiteze la hainele și încălțămintea civile cu care veniseră de acasă, iar armamentul individual (Pușcă Werndl–Holub model 1867⁠(en)[traduceți]) era depășit. De-abia din ianuarie 1915, de când trupele lui Hofmann au format, alături de trei divizii și jumătate de infanterie și una de cavalerie germane, Armata de Sud⁠(d) (în germană Südarmee), ucrainenii au avut la dispoziție echipament standard.

## Pe Frontul de Răsărit
Militarii ucraineni au luptat pe Frontul de Răsărit. În septembrie 1914 au luptat cu cazacii ruși în Carpați, iar în octombrie au luat parte la contraofensiva⁠(d) armatei proprii, ajungând în orașele Borîslav, Drohobîci și Strîi din Galiția. Reculul forțelor austro-ungare i-a adus din nou, pe meterezele carpatice, în iarna anilor 1914-1915.
Înainte și în timpul Bătăliei Carpaților, Legiunea a fost folosită în acțiuni de recunoaștere și pentru acțiuni minore ori de hărțuire, sau a fost intercalată între alte unități regulate aflate în dispozitivul de luptă, pentru a putea fi menținut controlul situațiilor de luptă. Neîncrederea inițială a conducerii armatei față de legiune s-a dovedit a fi nefondată, militarilor acesteia oferindu-li-se „cea mai înaltă apreciere”. Feldmarschall-Leutnant-ul Hofmann a lăudat în special abilitățile militarilor Legiunii de a executa recunoașteri cu subunități mic, de tipul companiilor. Legiunea s-a remarcat, de asemenea, în Bătălia de la Gorlice-Tarnów și în Ofensiva Bug⁠(de)[traduceți], ca parte a Corpului Hofmann. 

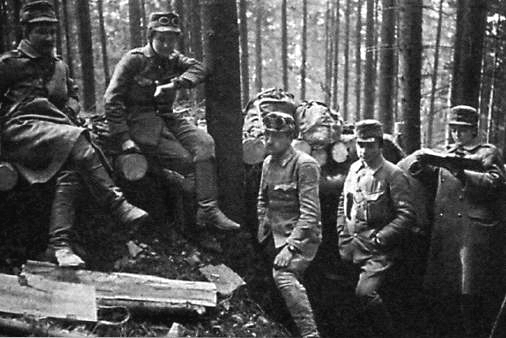
Militari ai Legiunii Ucrainene pe Muntele Makivka. A doua din stânga este Olena Ivanivna Stepaniv, iar prima din dreapta Sofiia Haleciko

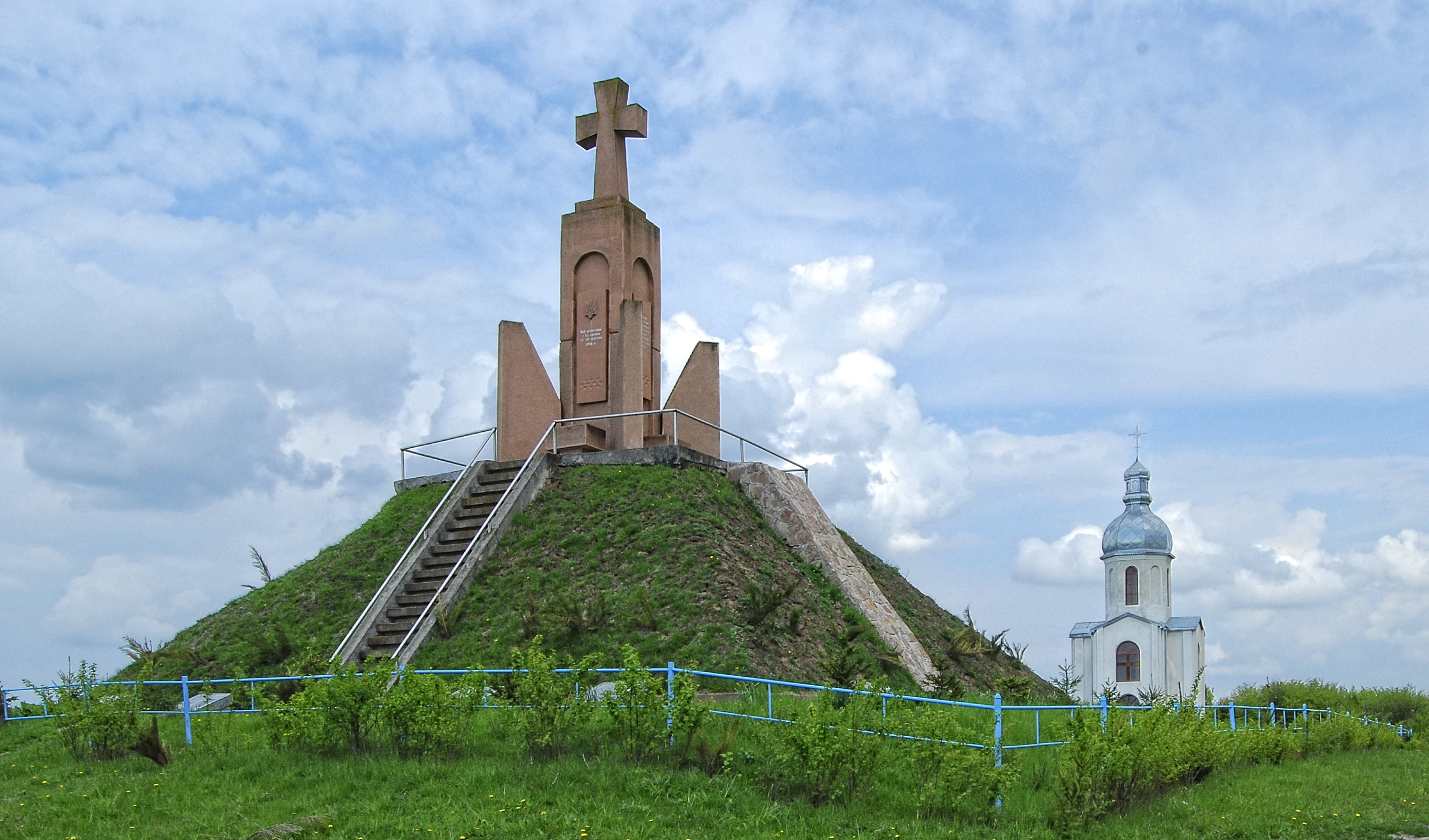
Monument comemorativ al legionarilor, edificat la locul luptelor de pe Lisonia.

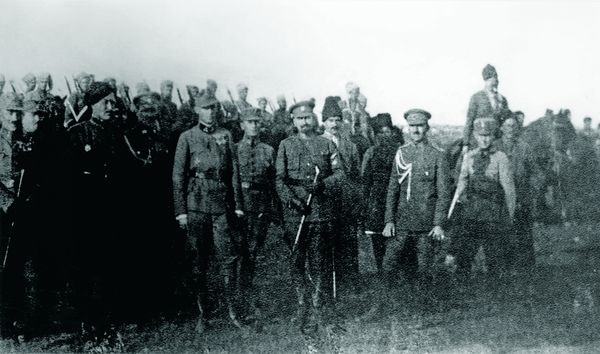
Pușcași ucraineni la Zaporijjea. În prim plan, al treilea din stânga este arhiducele Wilhelm.

În primăvara anului 1915, militarii ucraineni au fost implicați în luptele duse de-a lungul frontului carpatic în vederea stăvilirii ofensivei ruse. În acel an, militarii ucraineni s-au remarcat în Lupta de la Makivka⁠(uk)[traduceți], dusă pe Muntele Makivka⁠(d), la Bolehiv, Halîci, Zavadiv și Semîkivți. În pofida pierderilor din anul respectiv, efectivul unității s-a menținut la 8 companii (2 batalioane). Acestea au fost reunite la 22 august 1915, mai întâi sub comanda maiorului Kossak și ulterior a locotenent-colonelului Antin Varîvoda, în primul regiment al Legiunii. Luptele din lunile august și septembrie 1915 au redus efectivul ucrainean cu peste 1.000 de oameni, forța unității scăzând la aceea a unui batalion, pus sub comanda colonelului František Kikal⁠(uk)[traduceți]. Regimentul ucrainean a apărat dealul Lisonia⁠(d), în încercarea de a opri extinderea ofensivei ruse spre Berejanî.
Alte pierderi semnificative au fost suferite de legionari în vara anului 1916. La 30 septembrie 1916, unitatea a fost aproape complet distrusă, în luptă, la Pututori, lângă Berejanî, când datorită ruperii frontului în vecinătate, trupele ruse au reușit să o încercuiască și să o captureze. Rămășițele regimentului au fost trimise în spatele frontului, pentru refacere. După reorganizare, ucrainenii supraviețuitori au fost reorganizați drept companie separată, ca și K.u.k. Huzulenkompanie⁠(d), corespunzând fostului batalion de voluntari (ruteni) din Bucovina.
În februarie 1917, Legiunea a revenit pe front. Alte pierderi majore au afectat unitatea la 1 iulie 1917, când, la începutul Ofensivei Kerenski, aproape întregul efectiv al trupelor ucrainene angrenate în acțiune a fost înconjurat din nou în timpul atacului rus, lângă Berejanî. Doar 9 ofițeri și 444 de militari aparținând trupei, care nu luaseră parte la bătălie (tehnicieni, geniști, mitraliori, soldații companiei de huțuli) și câțiva dintre membrii subunităților implicate în luptă nu au fost uciși sau luați prizonieri. Supraviețuitorii huțuli și cei din fosta subunitate a „Kiș⁠(en)[traduceți]”-ului au contribuit la formarea unui nou batalion, pus sub comanda colonelului Dmîtro Krenjalovskîi⁠(uk)[traduceți].
Odată cu ocupația germană a Ucrainei, la începutul anului 1918 și înființarea unui guvern al acesteia, sub conducerea atamanului Pavel Petrovîci Skoropadskîi⁠(en)[traduceți], Monarhia Habsburgică risca să rămână în urma Germaniei, din punct de vedere al susținerii naționalismului ucrainean. Ca atare, împăratul Carol I al Austriei a inclus în martie 1918 Legiunea Ucraineană, comandată de maiorul Mîron Omelianovîci Tarnavskîi⁠(uk)[traduceți] în „Grupul de luptă Arhiducele Wilhelm”, pus sub comanda arhiducelui Wilhelm de Austria, cu un efectiv de aproximativ 4.000 de soldați. Grupul a fost dislocat în sudul Ucrainei în timpul și după cucerirea Ucrainei de către Puterile Centrale în 1918. Trupele ucrainene au ajuns până la Herson (fiind transportate chiar pe Nipru), la Odesa și Zaporijjea. Ultima luptă a Legiunii sub stindardul habsburgic avut loc la 16 aprilie 1918 în Zaporijjea, unde trupele bolșevice au trebuit să evacueze orașul.
Fiind ucrainofil și mizând pe planul de a fi înființat un nou stat ucrainean, arhiducele Wilhelm a permis ucrainenilor aflați sub comanda lui să se angajeze în activități politice, educaționale și culturale proucrainene în regiunile aflate sub controlul acestora. De asemenea, Wilhelm a desfășurat o politică ce a urmărit să nu afecteze proprietatea asupra terenurilor sau culturile comunităților rurale locale.
Ca efect al presiunii germanilor, care nu au agreat politica dusă de Wilhelm, trupele ucrainene au fost dislocate în octombrie 1918 în Bucovina, comandamentul aflându-se la Vijnița

## Perioada de după Marele Război

### În Bucovina postbelică
Conform celor consemnate de Filip Țopa în „Povestea Bucovinei”, subunități ale legionarilor ucraineni erau dislocate la jumătatea lunii octombrie 1918 în principal la la Cojoci, dar și ca rezerve operative, aflate la Rădăuți și Cernăuți. Pe de altă parte, în contextul în care Armata Austro-Ungară începuse să se descompună, soldați ucraineni, reîntorși de pe alte fronturi au început să ajungă în Bucovina, având potențialul de a îngroșa rândurile Legiunii, care avea specificul lor național, ei fiind chiar îndemnați, în același timp, să o și facă.
Succesiv proclamației Radei ucrainene⁠(d) din Liov din 18 octombrie (s.v.)/1 noiembrie (s.n.) 1918 privitoare la înființarea unui stat ucrainean în Galiția Orientală, nord-vestul Bucovinei și Transcarpatia, trupele formațiunii ucrainene au primit ordin să i se subordoneze acesteia. Deși fuseseră rechemată de AOK din Bucovina, Legiunea a rămas însă în provincie. Germenii descompunerii armatei au început astfel să afecteze și această unitate. Tulburările care au însoțit dezagregarea treptată a monarhiei habsburgice au căpătat accente dramatice în Cernăuți, unde soldații ucraineni staționați aici, s-au răsculat. Astfel, la 2 noiembrie 1918, în contextul în care autoritățile austriece pierduseră controlul situației, legionarii au ocupat cazărmile orașului. În noaptea care a urmat, ucrainenii nu au mai ascultat însă de ordinele propriilor ofițeri, au părăsit cazărmile și au devastat magazinele, înregistrându-se în rîndul civililor 30 de răniți grav și un deces. Deși fuseseră chemați la Liov pentru a lupta împotriva polonezilor, soldații ucraineni au refuzat îmbarcarea în vagoanele puse la dispoziție de Josef Ezdorf, guvernatorul Bucovine. De abia acțiunea personală și influența comandantului lor, arhiducele Wilhelm, care, s-a deplasat în cursul nopții de 2 spre 3 noiembrie la gară, deși era bolnav, a învins opoziția acestora și la 3 noiembrie, ora 6 dimineața, trenul cu legionarii a plecat. O serie de dezertori și răufăcători a rămas însă în Cernăuți și conform raportului Dr. Josef Ezdorf, au constituit cauza a aceea ce a urmat.
La 3 noiembrie 1918, la Cernăuți, ucrainenii au convocat o Adunare Națională la sugestia Radei din Liov, proclamând nordul Bucovinei teritoriu ucrainean și ridicând pretenții și asupra unor sate din districtele Câmpulung și Suceava. Ca atare, a izbucnit un conflict între Rada ucraineană din Liov și Consiliul Național Român al Bucovinei, care, urmărea punerea în practică a hotărârilor Constituantei din 27 octombrie 1918, prin care, se urmărea unirea Bucovinei cu România.
La 5 noiembrie 1918, soldați ai Legiunii Ucrainene împreună cu dezertori și alți militari care nu mai ascultau de ordine au ocupat localul jandarmeriei, poșta și gara orașului. Spre diferență de ucraineni însă, românii nu dispuneau pe moment de o forță militară, astfel că la 24 octombrie/6 noiembrie 1918, militarii ucraineni, beneficiind de sprijinul unei alte companii ucrainene de la Colomeea, au ocupat Palatul guvernamental, obligându-l pe contele Josef Ezdorf să predea administrația Bucovinei. În contexul stării de spirit care domnea printre militarii ucraineni, aceștia au devastat Palatul Național Român, depozitele de arme, munții și echipamente ale armatei austro-ungare din oraș, aici instaurându-se anarhia, după retragerea guvernatorului austriac. Haosul și dezordinea au luat amploare.
Similar celor petrecute la Cernăuți, au avut loc dezordini și devastări și în celelalte orașe și comune bucovinene.
Conform opiniei lui Ion Filipciuc, efectivul soldaților ucraineni, activi în perimetrul Cernăuțiului la momentul tulburărilor oraș, nu a trecut de 700. Acesta pune la îndoială însuși apartenența lor efectivă, la Legiune, considerând că, în fapt aceștia nu erau decât dezertori sau bolșevici ucraineni,
„al căror singur scop era jaful depozitelor de alimente și muniții din magaziile statului, din dughenele negustorilor sau din casele celor mai înstăriți, cete în debandadă, pe care cernăuțenii le considerau coborâte din Galiția, fără a leza politic și administrativ cele din urmă autorități cezaro-crăiești.”
La 26 octombrie/8 noiembrie 1918, odată cu intrarea în Cernăuți a unei companii de bănățeni dezertată de sub steagul Monarhiei Austro-Ungare și comandată de ofițerul Ilie Lazăr, în contextul în care, spre Cernăuți se îndreptau trupele Diviziei 8 Infanterie române, trupele ucrainene s-au retras din oraș, fără luptă. Acestea s-au îndreptat spre Galiția, unde se afla în desfășurare conflictul polono-ucrainean pentru stăpânirea provinciei și a capitalei acesteia, Lemberg (astăzi Liov).

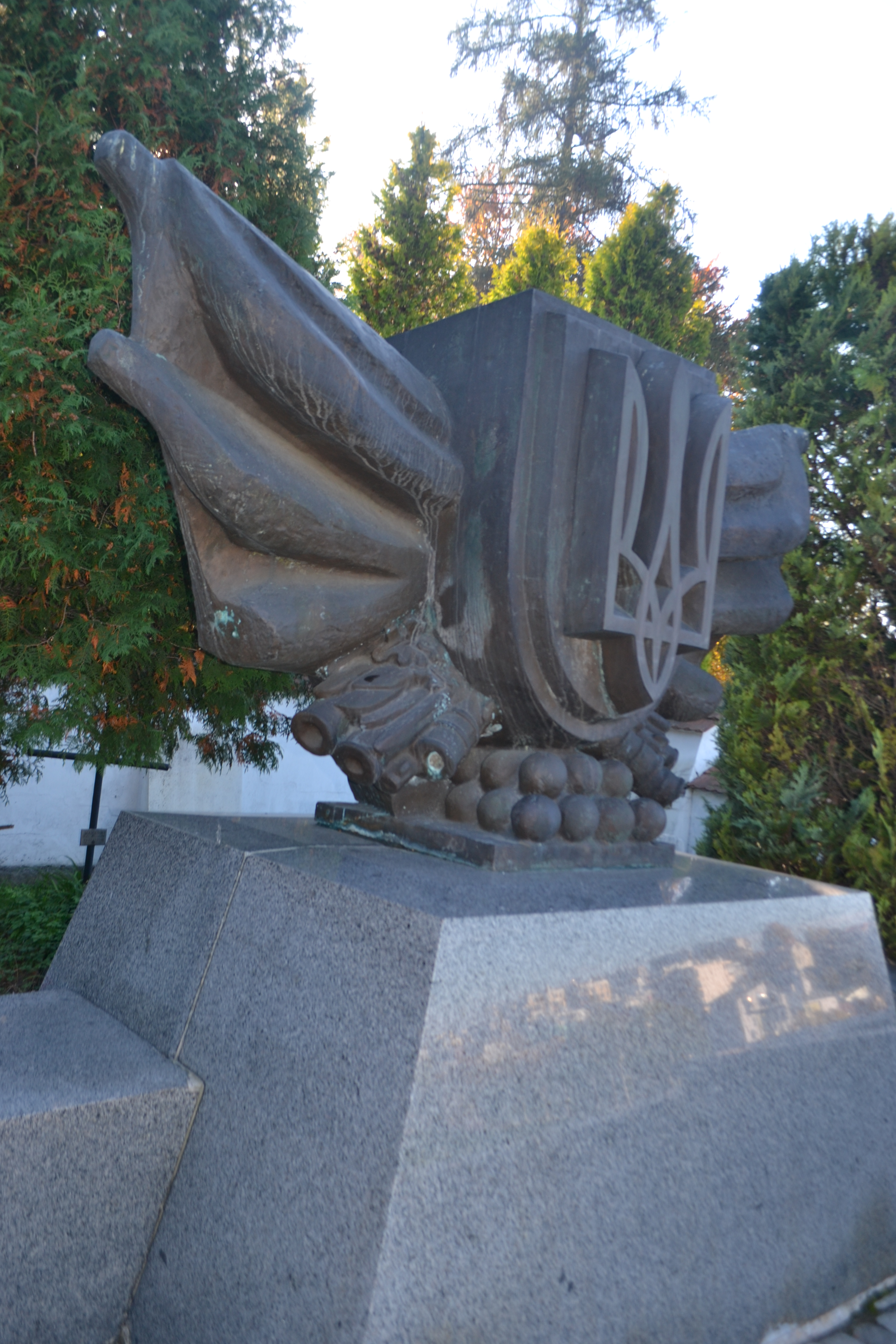
Monument comomemorativ ridicat în Liov pe un mormânt comun al Pușcașilor Ucraineni ai Siciului.

### În Războiul Polono-Ucrainean
După război, Wilhelm s-a întors în Ucraina. La 1 noiembrie 1918 a fost proclamată la Liov Republica Populară a Ucrainei Occidentale. La 3 noiembrie unitatea a ajuns în Liov, dar era prea târziu pentru a mai putea interveni decisiv împotriva revoltei poloneze din oraș. Cu toate acestea, ofițerii Legiunii au jucat un rol important în această acțiune.
Militarii Legiunii Ucrainene au devenit parte a armatei regulate a Republicii Populare Ucrainei Occidentale, în condițiile în care Wilhelm a preluat comanda acesteia și Legiunea a format nucleul organizațional al noii armate republicane. Majoritatea militarilor ucraineni din fosta unitate austro-ungară au format Brigada 1 Infanterie⁠(d), dovedindu-se cei mai bine pregătiți militari din cadrul Armatei Ucrainene Galițiene.

### În Ucraina Orientală
Foști ofițeri de-ai Legiunii săi au organizat și condus, de asemenea, la Kiev, Pușcașii Siciului⁠(en)[traduceți] ai Republicii Populare Ucrainene.

## In memoriam
În 1964, după o jumătate de secol de la înființarea Legiunii, în Occident mai erau cunoscuți 237 dintre veteranii acesteia. În anii 1980 s-a stins din viață ultimul veteran al Pușcașilor Ucraineni.
Ucrainenii, care au pierdut la sfârșitul Marelui Război cauza independenței propriului stat, și-au creat în perioada interbelică în Polonia un cult propriu al Pușcașilor Siciului. Aceștia au devenit eroi naționali, iar mormintele lor din Liov și Przemyśl, precum și din multe ale orașe mai mici, au devenit locuri de comemorare publică și mobilizare națională. În ce privește perioada de după 1989, memorialele de război au contribuit la (re)stabilirea legăturii dintre comunitatea etnică ucraineană și propria țară.
În partea de vest a Ucrainei actuale, unde memoria Primului Război Mondial joacă un rol semnificativ în ce privește renașterea națională și construcția națiunii ucrainene, memoria Pușcașilor Ucraineni, considerați progenitorii armatei naționale, joacă un rol important. În acest context, numele de „Pușcașii Siciului” a devenit o denumire populară pentru străzile redenumite după epoca sovietică.
Actual, în cercetarea istoriografică ucraineană faptele Pușcașilor Ucraineni ai Siciului ocupă un loc important în ce privește formularea narațiunii istorice naționale ucrainene, Legiunea fiind creditată în calitate de model de serviciu în scopul independenței ucrainene și ca model de opoziție eroică împotriva imperialismului rus.